# Distrito de Betong
Betong (em tailandês:เบตง) é o distrito mais meridional da província de Yala, no sul da Tailândia.